# Строительская
Строительская — деревня в Холмогорском районе Архангельской области.

## География
Находится в центральной части Архангельской области на расстоянии приблизительно 4 км на восток-северо-восток по прямой от районного центра села Холмогоры в юго-западной части острова Куростров в пойме реки Северная Двина.

## История
В 1905 году здесь (деревня Холмогорского уезда) было учтено 13 дворов. До 2022 года входила в Холмогорское сельское поселение до его упразднения.

## Население
Численность населения: 96 человек (1905 год), 11 (русские 100 %) в 2002 году, 16 в 2010.